# Tarpeiska klippan

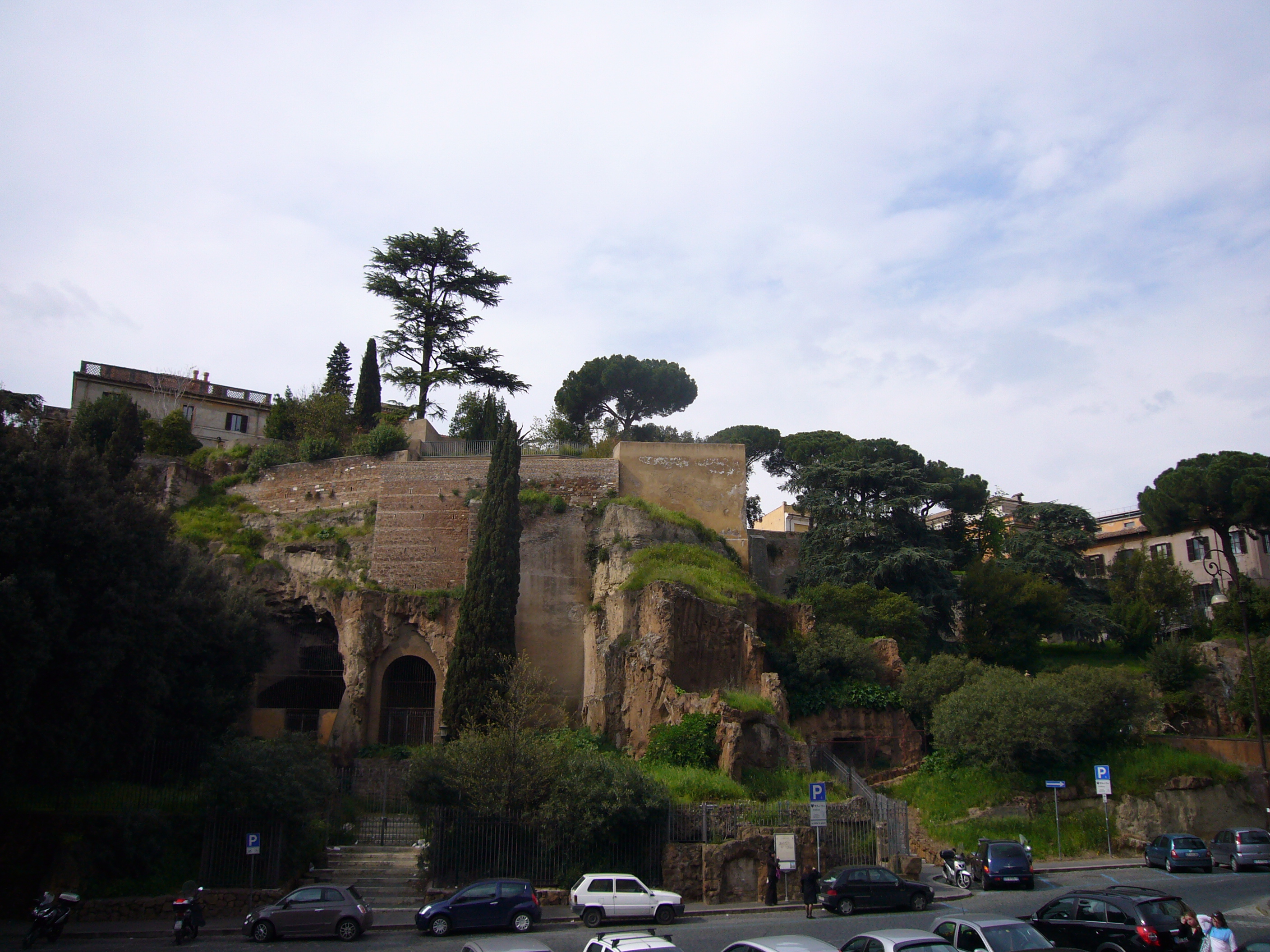
Tarpeiska klippan.

Tarpeiska klippan eller Tarpiska klippan (latin rupes Tarpeia), plats i Rom där dödsdömda brottslingar, främst korrumperade politiker och tjänstemän från överklassen, samt utländska fiender avrättades genom att kastas nedför klippans sluttning. Straffet var populärt att utdöma av folktribunerna och ansågs som ett medel till repressalier från de lägre klasserna gentemot den romerska aristokratin.
Kända offer var Lucius Cornelius Chrysogonus, tjänsteman under Sulla med ansvar för proskriptionerna år 80 f.Kr., och den judiske upprorsledaren Simon bar Giora år 70 e.Kr.
Klippan har fått sitt namn efter en kvinna vid namn Tarpeja som förrådde romarnas borg på Capitolium till sabinerna då de under Titus Tatius belägrade Rom.